# Аустроугарско војно гробље у Београду
Аустроугарско војно гробље у Београду се налази у склопу Новог гробља.

## Мјесто гробља
Налази се у дијелу гробља које има вишу надморску висину у односу на већи дио гробља и ближе је улицама Светог Николе, Вељка Дугошевића и Сјеверног булевара. Оградом је одвојено од остатка Новог гробља, а улаз је из самог Новог гробља. 

## Историја
На гробљу је сахрањено 260 аустроугарских војника, погинулих у борбама око Београда и 460 војника умрлих у ратном заробљеништву током 1914. и 1915. године. Масивна ограда је завршена 1933. године. У централном дијелу доминира капела са куполом. На капели су два рељефа, рад мађарског вајара Петра Гиндерта. Рељеф изнад улаза приказује познату композицију - Пијету (Богородица са мртвим Исусом), испод које је Гиндертов потпис. Испод тог рељефа је натпис: HOCHSTE LIEBE BRINGT HOCHSTES LEID (Највећа љубав доноси највећу патњу). Иза капеле је колонада са ступовима и ступцима. Аутор капеле и колонаде је био вајар Роберт Мотка.

## Галерија
- Поглед на гробље
- Плоча на огради гробља
- Неки надгробни споменици мађарских војника
- Аустроугарско војно гробље
- Капела
- Рељеф Пијете изнад врата капеле. На вратима пише: HIER ENDET IRDISCH FUHLEN
- Споменик погинулим аустроугрским војницима
- Спомен плоча која на три језика (њемачком, мађарском и српском) описује да је ту сахрањено 260 војника
- Споменик за 460 војника умрлих у ратном заробљеништву
- Капела и колонада
- Колонада иза капеле
- Централни дио колонаде красе два Гиндертова барељефа, од којих је један гуслар (мотив преузет са срушеног Карађорђевог споменика). Између њих је спомен плоча.
- Натпис на колонади: ВИЈЕКОМ ЖИВИ КОЈИ ЧАСНО ГИНЕ
- Куполе капеле и храма Светог Саве